# 1908-as magyar úszóbajnokság
Az 1908-as magyar úszóbajnokság a 13. magyar bajnokság volt.

## Eredmények

### Férfiak
| Versenyszám                                 | Arany                     | Arany   | Ezüst                         | Ezüst   | Bronz                         | Bronz  |
| ------------------------------------------- | ------------------------- | ------- | ----------------------------- | ------- | ----------------------------- | ------ |
| 100 yard gyorsúszás június 21.              | Halmay Zoltán MTK         | 57      | Hornung Gyula MTK             |         | Munk József MTK               |        |
| 220 yard gyorsúszás június                  | Halmay Zoltán MTK         | 2:26,4  | Las Torres Béla BEAC          | 2:34,5  |                               |        |
| 440 yard gyorsúszás augusztus               | Las Torres Béla BEAC      | 5:36,3  | Zachár Imre MTK               |         |                               |        |
| 880 yard gyorsúszás szeptember 13.          | Otto Scheff WAC           | 11:44   | Hajós Henrik MTK              |         | Roller Sándor Ferencvárosi TC |        |
| 1 mérföld gyorsúszás szeptember 6., Császár | Hajós Henrik MTK          | 24:27,2 | Roller Sándor Ferencvárosi TC | 27:37,6 |                               |        |
| 200 yard mellúszás augusztus 23., Császár   | Baronyi András MAC        | 2:41,8  | Toldi Ödön MTK                | 2:46,2  | Agulár György MTK             |        |
| 150 yard hátúszás szeptember 6., Császár    | Kugler (Kósza) Sándor OTE | 2:02,6  | Pois István OTE               | 2:07,6  | Tarr Imre OTE                 | 2:15,4 |